# Filmranch
Een filmranch (Engels: movie ranch) is een ranch die gedeeltelijk of volledig gebruikt wordt om er films of televisieprogramma's op te nemen.
Het fenomeen ontstond in de jaren twintig in Zuid-Californië. In die periode werden westerns heel populair en men kon de wijde landschappen van het Wilde Westen slecht nabootsen in studio's of op backlots. Ook veldslagen in oorlogsfilms vereisten grote, open ruimten. Om dat soort opnamen te kunnen maken, trok men naar het platteland, al bleef men oorspronkelijk wel binnen de Studio zone of thirty-mile zone, een gebied met een radius van 48 km in en rond Los Angeles. Bijna elke grote studio had vroeger een eigen filmranch.